# Bureau d'études environnement
 (avril 2013).
Si vous disposez d'ouvrages ou d'articles de référence ou si vous connaissez des sites web de qualité traitant du thème abordé ici, merci de compléter l'article en donnant les références utiles à sa vérifiabilité et en les liant à la section « Notes et références ».
 (mai 2013).
Un bureau d'études environnement est un bureau d'études spécialisé dans l'environnement.
Le terme bureau d’études est souvent associé au bâtiment – travaux publics ou à la conception de nouveaux produits : calcul de structures (béton, bois, acier), d’ouvrages, recherche de matériaux, dimensionnement de prototypes, etc. Mais il désigne en réalité un ensemble de prestations et de domaines d’activités plus vaste, intégrant les domaines des fluides, de l’électricité, de l’acoustique, des espaces verts, de l’immobilier, de l’économie, etc. Une branche en pleine expansion depuis les années 2000 est celle de l’environnement et de la maîtrise du risque.

## Définition
Les bureaux d’études désignent les organismes ou les services dédiés réalisant des prestations d’études, de conseil, de conduite de projet et d’accompagnement. On distingue les bureaux d’étude techniques (BET) « Construction », engagés dans la construction d’un ouvrage (art. 1792 du code civil, loi du 4 janvier 1978 dite Spinetta), des BET « Industrie », qui n’ont pas cette responsabilité. Leur activité peuvent intégrer la conception, la mise au point de produits, le dimensionnement, l’élaboration de plans, la rédaction de dossiers, le suivi administratif, le dépôt de brevet, la certification, jusqu’à l’industrialisation d’un prototype.
Les Bureaux d’Études Environnement (BEE) interviennent dans les projets ayant un impact potentiel sur l’environnement, c’est-à-dire « qui peuvent présenter des dangers pour la commodité du voisinage, soit pour la santé, la sécurité, la salubrité publiques, soit pour l'agriculture, soit pour la protection de la nature, de l'environnement et des paysages, soit pour l’utilisation rationnelle de l’énergie, soit pour la conservation des sites et des monuments ainsi que des éléments du patrimoine archéologique » (art. L. 511-1 du code de l’environnement).
On associe à l’environnement la notion de Maîtrise du risque, ajoutant aux impacts chroniques les effets des événements exceptionnels, d’origine naturelle ou technologique. Le risque naturel inclut les avalanches, les tempêtes et cyclones, les feux de forêts, les inondations, les mouvements de terrains et les séismes, les volcans. Le risque technologique est associé à l’activité industrielle, au transport des marchandises dangereuses et aux installations nucléaires. Cette liste illustre la diversité des compétences que l’on peut trouver dans les BEE.

## Taille et critères de choix
Les bureaux d’études en environnement sont de dimension variable, depuis le consultant libéral jusqu’au groupe international. Il n’y a pas de lien direct entre l’ampleur du projet et la taille du bureau d’étude compétent pour en accompagner son porteur. Consultants libéraux ou BE d’effectif important peuvent intervenir dans des projets à faibles ou forts enjeux.
Les principaux critères de choix d’un BE résident dans la compétence des intervenants, ce que reflètent généralement le curriculum vitæ et les références. On notera que les références peuvent provenir d’anciens clients ou de pairs. 

## Rôles
D’une manière générale, le bureau d’études a pour vocation de considérer un projet dans sa globalité, anticiper les étapes, repérer les phases critiques et réaliser les tâches nécessitant des compétences spécifiques.
Les principales missions des bureaux d’études en environnement sont :
- l’élaboration des dossiers réglementaires : études d’impacts, études de dangers, sécurité des procédés, bilans de fonctionnement, études technico-économiques ;
- la réalisation d’études spécifiques : mesure de rejets atmosphériques, consommations et rejets en eau, pollution de sols et réaménagement de site, gestion des déchets, mesures de bruit, bilan pollution, plans de gestion de solvants, bilan énergétique, bilan des émissions de gaz à effet de serre et Bilan Carbone, la modélisation des effets, milieux naturels (faune - flore), … ;
- l’accompagnement des porteurs de projets auprès de l’autorité administrative ;
- l’accompagnement des collectivités territoriales dans les projets d’urbanisme ;
- l’accompagnement des cabinets d’architectes dans les projets de type Haute Qualité Environnementale (HQE) ;
- la veille réglementaire ;
- le diagnostic de site ou d’activité industrielle ;
- la mise en place de système de management environnemental, selon la norme internationale ISO14001 ou le règlement européen EMAS.

Le bureau d’études environnement est à distinguer du bureau de contrôles ; celui-ci réalise des prestations de contrôle techniques, parfois à caractère périodique ou rendus obligatoires par la réglementation. Certaines activités sont assujetties à une accréditation ou un agrément, par exemple les contrôles suivants (liste non exhaustive) :
- Installations classées soumises à déclaration et contrôle (DC)
- Rejets atmosphériques des installations classées (ICPE)
- Analyse et contrôle des eaux et sédiments
- Mesure de la concentration en poussières d'amiante dans les immeubles bâtis
- Installations contenant des fluides frigorigènes
- Installations de refroidissement par dispersion d'eau dans un flux d'air (Tours aéro-réfrigérantes)
- Cuves enterrées de liquides inflammables et de leurs équipements annexes
- Installations consommant de l'énergie thermique
- Études et diagnostics de digues et barrages.

## Responsabilité
Les BEE n’entrent généralement pas dans la catégorie des BET « construction » au sens de la loi Spinetta du 4 janvier 1978, par opposition aux BE « industrie ». Sauf situation exceptionnelle, ils n’ont pas à souscrire une assurance responsabilité civile RC « Décennale » ; une assurance RC professionnelle « Exploitation » et « Professionnelle » sont généralement adaptées, et le cas échéant une RC Environnement permet de couvrir l’ensemble des risques liés à l’activité. 
Dans le cas des dossiers réglementaires transmis à l’administration, le donneur d’ordre demeure responsable des informations qu’ils contiennent.